# Botos András
Botos András (Salgótarján, 1952. március 6. –) magyar ökölvívó, edző.
János és József testvérei, valamint Botos Tibor unokatestvére szintén ökölvívó. Jelenleg Nyírteleken él.

## Eredményei
- 1971-ben ezüstérmes az Európa-bajnokságon pehelysúlyban.
- 1972-ben bronzérmes az olimpián pehelysúlyban.
- 1975-ben bronzérmes az Európa-bajnokságon könnyűsúlyban.
- hétszeres magyar bajnok ( pehelysúlyban: 1971, 1972 , könnyűsúlyban: 1974, 1975, 1977, 1978, kisváltósúlyban: 1979 )
- Ezenkívül az 1976-os montreali olimpián és az 1979-es kölni Európa-bajnokságon is a negyeddöntőig jutott.

## Klubjai
- 1965–1970: Salgótarjáni Bányász Torna Club
- 1970–1973: Budapesti Honvéd
- 1973–1980: Salgótarjáni Bányász Torna Club